# Tegenaria cottarellii
Tegenaria cottarellii là một loài nhện trong họ Agelenidae.
Loài này thuộc chi Tegenaria. Tegenaria cottarellii được Paolo Marcello Brignoli miêu tả năm 1978.